# Leontocebus
O gênero Leontocebus pertence a ordem dos Primatas e à família Callitrichidae. Compreende os saguis e sauins, majoritariamente presentes no bioma amazônico.

## Espécies[1]
- Leontocebus cruzlimai
- Leontocebus fuscicollis
- Leontocebus fuscus
- Leontocebus illigeri
- Leontocebus lagonotus
- Leontocebus leucogenys
- Leontocebus nigricollis
- Leontocebus nigrifrons
- Leontocebus tripartitus
- Leontocebus weddelli